# Patrice Lumumba
Patrice Émery Lumumba, nascido como Élias Okit'Asombo (Onalua, Congo Belga, 2 de Julho de 1925 – Catanga, 17 de Janeiro de 1961), foi um sindicalista, escritor, líder anticolonial e político quinxassa-congolês.
Em sua carreira política, ele optou por se alinhar aos valores anti-imperialistas e do pan-africanismo, defendendo consistentemente a solidariedade entre os povos da África para além dos limites de nação, etnia, cultura, classe e gênero, encorajando a luta não-violenta contra o colonialismo e convocando ao diálogo os países desenvolvidos e em desenvolvimento.
Fundador do Movimento Nacional Congolês (MNC), ele foi a principal liderança na luta contra a dominação colonial belga no Congo, tendo participação decisiva na libertação do seu país do jugo imperialista europeu.
Foi eleito primeiro-ministro de seu país em 1960, mas ocupou o cargo apenas por 12 semanas, pois seu governo foi derrubado por um golpe de Estado liderado pelo coronel Mobutu Sese Seko em meio à crise política do Congo. Ao tentar fugir para o leste do país, Lumumba seria capturado algumas semanas mais tarde. Seu assassinato, que ocorreu em janeiro de 1961, teve participação do governo dos Estados Unidos e da Bélgica, que viam o líder quinxassa-congolês como alinhado à União Soviética.

## Biografia
Filho de uma família camponesa e com quatro irmãos, Lumumba nasceu numa aldeia chamada Onalua, localizada no Território de Katako-Kombe, na região de Sancuru (ainda Congo-Cassai), em 1925, numa época a qual sua nação estava sob domínio colonial da Bélgica. Ele era um membro do pequeno grupo étnico batetela, fato que tornou-se significativa em sua vida política depois. Após receber uma educação rudimentar dos pais humildes, que lhe infundiu valores comunais e humanistas africanos, ele frequentou inicialmente uma escola de missionários católicos e, aos 13 anos, ingressou em uma escola de protestante mantida por metodistas suecos, que o expôs aos valores cristãos coloniais. Era a única forma possível para os quinxassa-congoleses terem acesso ao sistema educacional colonial, que era precário e visava à formação de operários em vez de mão de obra mais qualificada.
Depois de concluir seus estudos básicos, Lumumba deixou a zona rural de Sancuru aos 18 anos e conseguiu um emprego na companhia Symaf (Syndicat Minier Africain), na cidade de Quindu. Admirado por seus patrões brancos, o jovem Lumumba ganhou um Certificat d'immatriculation, um documento que permitia a nativos quinxassa-congoleses poder frequentar círculos europeus e desfrutar de certas comodidades. Em tal cenário, Lumumba se tornaria um dos évolués (africanos que receberam educação ocidental), fato que abriu portas para que começasse a escrever ensaios e poemas que foram publicados em jornais locais.
Depois, Lumumba mudou-se para Stanleyville, onde ele trabalhou como empregado do serviço de correios local por vários anos e continuou a contribuir para a imprensa quinxassa-congolesa. Em 1954, obteve da administração colonial belga um documento que equivalia a uma cidadania belga aos quinxassa-congoleses. No ano seguinte, ele iniciou suas atividades políticas ao se tornar presidente de um sindicato regional puramente de funcionários públicos quinxassa-congoleses que não era afiliado, assim como os outros sindicatos, a uma das duas federações sindicais belgas (a socialista ou a católica). Ele também se filiou ao Partido Liberal da Bélgica. Em 1956, Lumumba foi convidado com os outros colegas para uma visita de cunho acadêmico à Bélgica, sob os auspícios do ministro das colônias, mas em seu retorno, ele foi preso sob a acusação de fraudar o sistema dos Correios colonial. Sentenciado a dois anos de encarceramento, sua pena foi convertida a 12 meses após várias reduções.
Após Lumumba deixar a prisão, ele se tornou ainda mais ativo na política. Ele mudou-se em 1957 para Léopoldville (capital do Congo Belga), onde conseguiu um trabalho na cervejaria Bracongo. Sem ter cursado o ensino superior, Lumumba foi um intelectual autodidata e dedicado a extensas leituras de história mundial e pensamento político, bem como de sua aguçada observação das práticas estratégias e opressivas dos colonos belgas no Congo. Com essa experiência, ele lançou em outubro de 1958, juntamente com outros dirigentes quinxassa-congoleses, o Movimento Nacional Congolês (MNC), o primeiro partido político nativo, e participou em dezembro da primeira Conferência Pan-africana do Povo, em Acra, onde se encontrou com lideranças nacionalistas de todo o continente africano. Inspirado pelos ideais do pan-africanismo, sua visão e seu vocabulário assumiram um teor do nacionalismo militante, optando pela ideologia anticolonial do "neutralismo positivo" e defendendo a unidade nacional entre as diferentes etnias que compunham o Congo e da libertação do domínio belga.

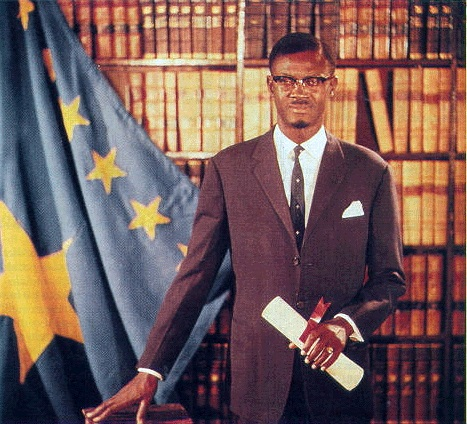
Lumumba em 1960.

A liderança de Lumumba desagradava os colonialistas belgas, que buscaram dividir e instigar as rivalidades étnicas da região. No início de 1959, uma onda de protestos em Léopoldville fez com que o governo colonial anunciasse eleições locais e um plano de cinco anos para transição para independência. Mas o gesto foi visto pelo MNC como uma tentativa dos belgas ganharem tempo para instalar políticos fantoches antes de uma retirada oficial e o movimento nacionalista anunciou que boicotaria o pleito. Lumumba liderou novas manifestações de desobediência civil e pela independência imediata do Congo. Em 30 de outubro de 1959, o líder revolucionário foi preso após um ato político em Stanleyville, cujo saldo foi de 30 manifestantes mortos.
Com Lumumba preso, o MNC decidiu mudar de tática e entrou nas eleições locais, tendo uma vitória arrasadora em Stanleyville (90% dos votos). Em janeiro de 1960, o governo belga convocou uma conferência em Bruxelas com todos os partidos quinxassa-congoleses para discutir a transição política, mas o MNC se recusou a participar sem Lumumba, que iria para julgamento no dia 18 daquele mês. O governo belga teve de tirá-lo da cadeia diretamente para o avião. Na fase final das negociações, já com a presença de Lumumba, foram assinados os protocolos que detalhavam a transição do poder para um governo quinxassa-congolês, com as eleições nacionais em maio de 1960 e a data para a independência em 30 de junho daquele ano.
Porém, um ano antes da independência nacional o partido de Lumumba, o MNC, sofre uma cisão (motivada por disputas ideológicas entre a ala nacionalista radical lumumbista e a ala federalista) com a maioria do partido continuando sob comando de Lumumba, chamado informalmente de MNC-Lumumba (ou MNC-L), enquanto que uma fração menor é formada sob comando de Albert Kalonji, o MNC-Kalonji (ou MNC-K). Nas eleições parlamentares de maio de 1960, que seriam definidoras do futuro governo do novo país independente, o MNC-L liderado por Lumumba recebeu a maioria dos votos, mas foi obrigado a formar uma coalizão governista que incluiu o Partido da Solidariedade Africana, o Centro de Reagrupamento Africano e a "Associação dos Bacongos para a Unificação, a Conservação e o Desenvolvimento da Língua Congo" (Abako), além de grupamentos políticos menores. Lumumba foi confirmado como primeiro-ministro. Enquanto isso, o Senado e a Assembleia Nacional, elegeram Joseph Kasa-Vubu do regionalista e conservador Abako como presidente do país.
Poucos dias após a conquista da independência, Lumumba enfrentou diversas rebeliões dentro do país e uma declaração de independência da então província de Catanga, conduzida pelo rival político Moïse Tshombe, com apoio de empresas de exploração de minas e pelo governo belga. O governo do Congo acabou se aproximando da União Soviética, que enviou alimentos, remédios e também armamentos para combater o levante rebelde. Os Estados Unidos, a França e a Bélgica começaram a articular a deposição de Lumumba. O presidente Kasa-Vubu dissolveu o governo do líder nacionalista três meses após assumir o poder, mas o primeiro-ministro contestou a legalidade das ações presidenciais e, em retaliação, depôs o presidente e conquistou o voto de confiança do senado quinxassa-congolês. Mas a crise política do Congo estava instalada e abriu caminho para que o coronel Joseph Mobutu liderasse um golpe de Estado, em setembro, incapacitando Lumumba.
Colocado em prisão domiciliar e sob vigilância de tropas das Nações Unidas (ONU), Lumumba tentou fugir da residência em direção a Stanleyville, mas terminou capturado na fuga em dezembro de 1960. Nenhuma medida foi autorizada às forças de paz da ONU pelo secretário-geral da entidade, Dag Hammarskjöld, apesar dos apelos para que as tropas locais salvassem-no e do pedido da União Soviética para que o ex-premier fosse liberado. Em 17 de janeiro de 1961, Lumumba foi transferido à força para a cidade de Lubumbashi, em Catanga, onde foi torturado e morto por um pelotão de fuzilamento comandado pelo líder rebelde Moïse Tshombe, ao lado de oficiais belgas. Os corpos nunca foram encontrados.
No ano 2000, um ex-polícial belga, Gerard Soete, confessou à AFP a sua participação na execução de Lumumba e afirmou que os corpos do líder anticolonial e dos seus colaboradores foram dissolvidos em ácido. Não restou quase nada, apenas alguns dentes, acrescentou Soete, que faleceu pouco depois do depoimento. O ex-agente guardou um dos dentes, que permaneceu durante anos na posse da sua família na Bélgica como um troféu. Em junho de 2022, o procurador belga Frederic Van Leeuw entregou aos familiares de Lumumba uma pequena caixa azul que continha um dente — tudo que restou do herói assassinado — numa cerimônia transmitida pela televisão.

## Responsabilidade estrangeira
No início dos anos 2000, após a publicação do livro "O assassinato de Lumumba", a Bélgica criou uma comissão parlamentar, que apontou que o governo belga teve uma parcela de culpa e responsabilidade moral nos eventos que desencadearam a morte do líder político. O governo belga pediu desculpas parciais para a família de Lumumba e para o povo da República Democrática do Congo.
Em 2007, documentos secretos tornados públicos revelam que a CIA também tinha planos para assassinar Lumumba sem a utilização de força física. Depois de 53 anos do assassinato, o governo dos Estados Unidos reconheceu que o país se envolveu tanto na destituição política como na morte do líder quinxassa-congolês.
Em 2013 também foi revelada a participação do Reino Unido na trama para derrubar Lumumba.